# Coll de la Ferrera
El Coll de la Ferrera és un pas dels municipis d'Arnes i Horta de Sant Joan (Terra Alta). Hi passa l'antic cami de pas de les Valls a Arnes per la vall de Cabús i les gorges dels Estrets. Fa la frontera amb el municipi aragonès de Beseit.